# شوهام، منطقه مسکونی
شوهام (به لاتین: Shoham) یک منطقهٔ مسکونی در اسرائیل است که در Ramla واقع شده‌است.

## خواهرخوانده
شهر ممفیس، تنسی خواهرخواندهٔ شوهام، منطقه مسکونی هست.